# Heterocerus jaccoudi
Heterocerus jaccoudi là một loài bọ cánh cứng trong họ Heteroceridae. Loài này được Mascagni năm Mascagnil & Skalicky miêu tả khoa học đầu tiên năm 2007.